# Up the Khyber
«Up the Khyber» (с англ. — «Вверх по Хайберу») — инструментальная композиция группы Pink Floyd с альбома 1969 года More — саундтрека к фильму Барбета Шрёдера «Ещё» (More). Представлена на первой стороне LP четвёртым по счёту треком. Композиция написана Ричардом Райтом и Ником Мейсоном, «Up the Khyber» является единственным треком не только звуковой дорожки к фильму More, но и единственным за всю историю существования группы, сочинённым в соавторстве этих двух музыкантов. Основную линию композиции ведут мелодия органа и отрывистые аккорды на пианино Райта на фоне ритма ударных Мейсона.
«Up the Khyber» не входила в концертную программу Pink Floyd, но на некоторых выступлениях 1969 года, в которых исполнялась сюита «The Man», вместо соло на ударных под названием «Doing It!» Pink Floyd играли «Up the Khyber».

## Название
Перевод названия композиции «Up the Khyber» не является однозначным. С одной стороны Хайбер обозначает перевал, имеющий стратегическое значение, соединяющий Пакистан и Афганистан. Считается, что эта местность инспирирует мистическое вдохновение. С другой стороны на кокни (лондонском просторечии) существует выражение «up the Khyber Pass», обозначающее рифмующуюся с ним фразу «up your ass». Возможно, заглавие композиции является аллюзией на название вышедшего в 1968 году фильма Джеральда Томаса (Gerald Thomas) Carry On… Up the Khyber.

## Фильм Ещё
В фильме «Ещё» композиция «Up the Khyber» звучит после фрагмента, в котором Стефан сообщает Эстелле, что получил аванс и собирается расплатиться с Вольфом. В это время на магнитофоне проигрывалась песня «Crying Song». Стефан переворачивает кассету, на другой её стороне звучит запись «Up the Khyber», Эстелла в это время выходит в ванную, где делает себе инъекцию под язык.

## Участники записи
- Ричард Райт — орган и фортепиано
- Ник Мейсон — ударные
- Роджер Уотерс — бас-гитара, магнитофонные эффекты